# Черстин Хед
Черстин Хед, настоящее имя Хильда Гунилла Ольссон, урождённая Янссон (швед. Kerstin Hed, Hilda Gunilla Olsson; 21 мая 1890 — 15 августа 1961) — шведская поэтесса.

## Биография и творчество
Хильда Янссон родилась в 1890 году в Хамре, в семье сельскохозяйственного рабочего. В 1916 году она вышла замуж за Андерса Ольсона, а в 1919 унаследовала родную ферму — Черсгорден (Kersgården). В 1946 году, вместе с мужем и двумя детьми, она переселилась в Матсбо, близ Хедеморы. Из этих двух названий — Черсгорден и Хедемора — образован её псевдоним, что свидетельствует о приверженности поэтессы к родным корням. Действительно, Черстин Хед сочетала литературное творчество с работой на земле, и многие её стихотворения вдохновлены пейзажами и сельской местностью провинции Даларна.
Первой публикацией поэтессы стал стихотворный сборник «Från stigarna», изданный в 1913 году. За ним последовали сборники «Gammelgården» (1916), «Arv» (1923), «Jord och människor» (1928), «Strömmar mot havet» (1931), «Bergslag» (1934) и др. В 1930-х годах Черстин Хед была близка к кругу таких поэтов, как Пауль Лунд, Нильс Боландер и Мартин Кох, известных как группа Hedemoraparnassen, хотя единой литературной школы они не представляли. В период Второй мировой войны стиль поэтессы изменился: её творчество стало глубже и трагичней. Стихотворения на военную тематику имели яркую антинацистскую направленность. В общей сложности Черстин Хед является автором 16 поэтических сборников, последним из которых стал «Tre orgelpipor» (1960). Её поэзия, часто основанная на фольклорных мотивах, пользовалась популярностью у читателей. Некоторые её стихотворения были положены на музыку. Помимо поэзии, Черстин Хед опубликовала два сборника рассказов: «Kvinnor vid älven» (1955) и «Glimtar över Sotdalarna» (1958).
Черстин Хед умерла в Хедеморе в 1961 году. Некоторые её произведения были изданы посмертно. На протяжении нескольких лет Общество Мартина Коха вручало Премию Черстин Хед авторам, продолжающим её поэтическую линию.